# Schweizer Leichtathletik-Meisterschaften 2012
Die Schweizer Leichtathletik-Meisterschaften 2012 (auch: SM Aktive, SM Elite oder LA Schweizermeisterschaften) (französisch Championnats Suisses Elites d’Athlétisme 2012; italienisch Campionati Svizzeri Attivi 2012) fanden am 6. und 7. Juli 2012 in der Leichtathletikanlage neben dem Wankdorfstadion in Bern statt.

## Frauen

### 100 m
| Platz | Athletin          | Zeit (s) |
| ----- | ----------------- | -------- |
| 1     | Mujinga Kambundji | 11,65    |
| 2     | Michelle Cueni    | 11,86    |
| 3     | Marisa Lavanchy   | 12,00    |

### 200 m
| Platz | Athletin          | Zeit (s) |
| ----- | ----------------- | -------- |
| 1     | Mujinga Kambundji | 23,26    |
| 2     | Jacqueline Gasser | 23,65    |
| 3     | Marisa Lavanchy   | 24,09    |

### 400 m
| Platz | Athletin        | Zeit (s) |
| ----- | --------------- | -------- |
| 1     | Jessica Martins | 54,08    |
| 2     | Simone Werner   | 55,16    |
| 3     | Nora Farrag     | 56,07    |

### 800 m
| Platz | Athletin        | Zeit (min) |
| ----- | --------------- | ---------- |
| 1     | Monika Vogel    | 2:10,38    |
| 2     | Lea Laib        | 2:11,82    |
| 3     | Karin Colombini | 2:12,12    |

### 1500 m
| Platz | Athletin        | Zeit (min) |
| ----- | --------------- | ---------- |
| 1     | Lisa Kurmann    | 4:18,01    |
| 2     | Valérie Lehmann | 4:19,77    |
| 3     | Durka Frey      | 4:21,50    |

### 5000 m
| Platz | Athletin                | Zeit (min) |
| ----- | ----------------------- | ---------- |
| 1     | Nicola Spirig           | 16:14,33   |
| 2     | Patricia Morceli Bühler | 16:18,87   |
| 3     | Sabine Fischer          | 16:21,78   |

### 100 m Hürden (84,0)
| Platz | Athletin          | Zeit (s) |
| ----- | ----------------- | -------- |
| 1     | Clélia Rard-Reuse | 13,22    |
| 2     | Noemi Zbären      | 13,27    |
| 3     | Ellen Sprunger    | 13,68    |

### 400 m Hürden (76,2)
| Platz | Athletin          | Zeit (s) |
| ----- | ----------------- | -------- |
| 1     | Valentine Arrieta | 58,33    |
| 2     | Petra Fontanive   | 59,14    |
| 3     | Robine Schürmann  | 59,99    |

### Hochsprung
| Platz | Athletin          | Höhe (m) |
| ----- | ----------------- | -------- |
| 1     | Beatrice Lundmark | 1,82     |
| 2     | Giovanna Demo     | 1,82     |
| 3     | Nathalie Lauber   | 1,76     |

### Stabhochsprung
| Platz | Athletin         | Höhe (m)   |
| ----- | ---------------- | ---------- |
| 1     | Nicole Büchler   | 4,45       |
| 2     | Arlette Brülhart | 4,10       |
| 3     | Angelica Moser   | 3,90 U16-R |

### Weitsprung
| Platz | Athletin         | Weite (m) |
| ----- | ---------------- | --------- |
| 1     | Barbara Leuthard | 6,10      |
| 2     | Valérie Reggel   | 5,80      |
| 3     | Sarina Schmied   | 5,75      |

### Dreisprung
| Platz | Athletin          | Weite (m) |
| ----- | ----------------- | --------- |
| 1     | Barbara Leuthard  | 13,11     |
| 2     | Stéphanie Vaucher | 12,85     |
| 3     | Alexandra Liechti | 12,42     |

### Kugel (4,00) kg
| Platz | Athletin       | Weite (m) |
| ----- | -------------- | --------- |
| 1     | Elisabeth Graf | 13,92     |
| 2     | Jasmin Lukas   | 13,90     |
| 3     | Regula Ryf     | 13,15     |

### Diskus (1,00 kg)
| Platz | Athletin       | Weite (m) |
| ----- | -------------- | --------- |
| 1     | Elisabeth Graf | 48,86     |
| 2     | Regula Ryf     | 42,26     |
| 3     | Angelina Haas  | 41,36     |

### Hammer (4,00 kg)
| Platz | Athletin        | Weite (m) |
| ----- | --------------- | --------- |
| 1     | Nicole Zihlmann | 58,98     |
| 2     | Lydia Wehrli    | 56,61     |
| 3     | Rebecca Bähni   | 55,47     |

### Speer (600 gr)
| Platz | Athletin        | Weite (m) |
| ----- | --------------- | --------- |
| 1     | Christa Wittwer | 46,46     |
| 2     | Salina Fässler  | 46,01     |
| 3     | Fabienne Bruhin | 44,98     |

## Männer

### 100 m
| Platz | Athlet              | Zeit (s) |
| ----- | ------------------- | -------- |
| 1     | Rolf Malcolm Fongué | 10,49    |
| 2     | Steven Gugerli      | 10,59    |
| 3     | Pascal Müller       | 10,82    |

### 200 m
| Platz | Athlet              | Zeit (s) |
| ----- | ------------------- | -------- |
| 1     | Alex Wilson         | 20,66    |
| 2     | Pascal Müller       | 21,05    |
| 3     | Rolf Malcolm Fongué | 21,42    |

### 400 m
| Platz | Athlet                | Zeit (s) |
| ----- | --------------------- | -------- |
| 1     | Philipp Weissenberger | 47,27    |
| 2     | Daniele Angelella     | 48,41    |
| 3     | Jérôme Bellon         | 48,54    |

### 800 m
| Platz | Athlet             | Zeit (min) |
| ----- | ------------------ | ---------- |
| 1     | Jan Hochstrasser   | 1:51,28    |
| 2     | Mario Bächtiger    | 1:51,86    |
| 3     | Daniel Baumgartner | 1:52,07    |

### 1500 m
| Platz | Athlet         | Zeit (min) |
| ----- | -------------- | ---------- |
| 1     | Mirco Zwahlen  | 4:09,06    |
| 2     | Stefan Breit   | 4:09,51    |
| 3     | Jann Tscharner | 4:09,62    |

### 5000 m
| Platz | Athlet               | Zeit (min) |
| ----- | -------------------- | ---------- |
| 1     | Rolf Rüfenacht       | 14:23,32   |
| 2     | Christian Kreienbühl | 14:28,06   |
| 3     | Oqubit Berhane       | 14:30,55   |

### 110 m Hürden (106,7)
| Platz | Athlet          | Zeit (s) |
| ----- | --------------- | -------- |
| 1     | Andreas Kundert | 14,22    |
| 2     | Jonas Fringeli  | 14,63    |
| 3     | Reto Vögeli     | 14,74    |

### 400 m Hürden (91,4)
| Platz | Athlet         | Zeit (s) |
| ----- | -------------- | -------- |
| 1     | Kariem Hussein | 49,61    |
| 2     | Jonathan Puemi | 51,35    |
| 3     | Andreas Ritz   | 51,57    |

### Hochsprung
| Platz | Athlet         | Höhe (m) |
| ----- | -------------- | -------- |
| 1     | Sven Tarnowski | 2,09     |
| 2     | Vivien Streit  | 2,06     |
| 3     | Gabriel Surdez | 2,03     |

### Stabhochsprung
| Platz | Athlet           | Höhe (m) |
| ----- | ---------------- | -------- |
| 1     | Patrick Schütz   | 5,20 SB  |
| 2     | Marquis Richards | 5,10     |
| 2     | Dominik Alberto  | 4,90     |

### Weitsprung
| Platz | Athlet         | Weite (m) |
| ----- | -------------- | --------- |
| 1     | Yves Zellweger | 7,39      |
| 2     | Michael Bucher | 7,25      |
| 3     | Andreas Graber | 7,24      |

### Dreisprung
| Platz | Athlet                   | Weite (m) |
| ----- | ------------------------ | --------- |
| 1     | Alexander Hochuli        | 16,15     |
| 2     | Andreas Graber           | 15,54     |
| 3     | Alexander Martinez Aimes | 15,28     |

### Kugel (7,26) kg
| Platz | Athlet         | Weite (m) |
| ----- | -------------- | --------- |
| 1     | Yannis Croci   | 16,09     |
| 2     | Lukas Jost     | 15,86     |
| 3     | Michel Edzimbi | 15,15     |

### Diskus (2,0 kg)
| Platz | Athlet      | Weite (m) |
| ----- | ----------- | --------- |
| 1     | Lukas Jost  | 53,64     |
| 2     | David Naef  | 52,53     |
| 3     | Grob Stefan | 49,49     |

### Hammer (7,26 kg)
| Platz | Athlet             | Weite (m) |
| ----- | ------------------ | --------- |
| 1     | Martin Bingisser   | 66,40     |
| 2     | Björn Kötteritzsch | 50,07     |
| 3     | Simone Gilà        | 46,58     |

### Speer (800 gr)
| Platz | Athlet           | Weite (m) |
| ----- | ---------------- | --------- |
| 1     | Nicola Müller    | 69,59 PB  |
| 2     | Christian Loosli | 66,62     |
| 3     | Roland Thalmann  | 62,69     |